# Birthmarked
Birthmarked é um filme de comédia diretamente em vídeo américo-canadiano dirigido por Emanuel Hoss-Desmarais. Escrito por Hoss-Demarais e Marc Tulin, conta com a participação Matthew Goode, Toni Collette, Andreas Apergis, Jordan Poole, Megan O'Kelly, Anton-Gillis-Adelman, Michael Smiley, Suzanne Clément e Fionnula Flanagan.
O filme foi lançado em 30 de março de 2018 nos Estados Unidos como vídeo sob demanda, por intermédio da distribuidora norte-americana Vertical Entertainment. Em 25 de maio de 2018, foi lançado no Canadá, por intermédio da Entertainment One.

## Elenco
- Matthew Goode como Ben
- Toni Collette como Catherine
- Andreas Apergis como Samsonov
- Jordan Poole como Luke
- Megan O'Kelly como Maya
- Anton Gillis-Adelman como Maurice
- Michael Smiely como Gertz
- Suzanne Clément como Dr. Julie Bouchard
- Fionnula Flanagan como Mrs. Tridek

## Produção e filmagem
Em dezembro de 2016, foi anunciado que Toni Collette, Matthew Goode, Andreas Apergis, Michael Smiley, Fionnula Flanagan e Suzanne Clément haviam sido elencadas para o filme que contava com a direção de Emanuel Hoss-Desmarais e o roteiro de Marc Tulin. A obra foi produzida por Pierre Even e co-produzida por Susan Mullen, por intermédio da Item 7 e Parallel Film Productions, respectivamente. As filmagens iniciais ocorreram em dezembro de 2016, em Montreal, no Canadá.

## Lançamento
O filme foi exibido através de um lançamento limitado e por vídeo sob demanda em 30 de março de 2018, por intermédio da Vertical Entertainment. No Canadá, o lançamento ocorreu em 25 de maio de 2018.

## Recepção
De modo geral, o filme recebeu críticas medianas e negativas. No agregador de análises Rotten Tomatoes, o filme conta com aprovação de 12% baseada em 15 críticas, sendo duas negativas. No Metacritic, o filme tem uma nota 44 de 100, baseada em 6 críticas.
Brad Wheeler, do jornal canadense The Globe and Mail, afirmou: "O elenco é competente. No entanto, a comédia não surge facilmente e até mesmo uma revelação bombástica no meio do filme não seria capaz de fazer o filme não pecar em trabalhar com seu potencial." Tomris Laffly, do portal do crítico de cinema Roger Ebert, afirmou: "Birthmarked não consegue trazer emoção ao espectador." Numa avaliação para o los Angeles Times, Michael Rechtshaffen afirmou: "O sólito debate sobre a natureza versus criação ocorre por risadas esporádicas em Birthmarked, tornando-se uma sátira que é incapaz de cumprir uma hipótese promissora." Nick Schager, da revista norte-americana Variety, afirmou: "O material é completamente difícil de ser levado a sério e muito brando para provocar risos."